# Салаватов, Ренат Салаватович
Ренат Салаватович Салаватов (род. 5 ноября 1949, Чимкент, Казахская ССР, СССР) — советский дирижёр, композитор. Народный артист Татарской АССР (1982), заслуженный деятель Казахстана (2019). Заслуженный артист России (2010). Лауреат Государственной премии Республики Татарстан им. Г.Тукая (2020). Почетный профессор Национальной консерватории им. Курмангазы. Главный дирижёр Татарского театра оперы и балета имени Мусы Джалиля (с 2003 г.).

## Биография
Ренат Салаватович Салаватов родился 5 ноября 1949 года в г. Чимкент Казахской ССР. В 1969 году окончил Московскую Центральную музыкальную школу по классу виолончели (педагог Алла Евгеньевна Васильева), в 1974 году — факультет симфонического дирижирования Ленинградской государственной консерватории (ныне Санкт-Петербургская консерватория имени Н. А. Римского-Корсакова). В консерватории его педагогами были профессора К. А. Симеонов и И. А. Мусин. Служил в армии, после чего продолжил образование в аспирантуре Московской консерватории имени П. И. Чайковского, где занимался у профессора Л. М. Гинзбурга.
В 1979 году, после окончания аспирантуры, уехал работать руководителем симфонического оркестра Татарской государственной филармонии в городе Казани. В 1985 году был приглашён на работу главным дирижёром Казахского академического театра оперы и балета им. Абая, через четыре года — главным дирижёром Казахского академического театра оперы и балета им. Абая. С 1989 по 1990 год работал дирижёром Мариинского театра. После распада СССР уехал работать в Германию, где в 1990—1995 годах был пианистом и дирижёром Национального балета Баварии в городе Мюнхене, следующие шесть лет работал дирижёром Стокгольмской Королевской оперы . На сцене шведского театра дирижировал спектаклями «Дон Кихот», «Щелкунчик», «Пер Гюнт», «Фрекен Жюли», «Жизель» и др. В разное время выступал в Английской национальной опере, Нью-Йорксом театре Метрополитен-опера, Большом театре, Гранд-Опера в Париже и др.
В Мариинском театре в 2000 году Ренат Салаватович Салаватов ставил балеты «Манон» Ж.Массне (хор. К. Макмиллана) и «Петрушка» И. Стравинского (хор. М. Фокина). С 2001 года вновь работал на посту главного дирижёра Казахского оперного театра, а с 2003 года является главным дирижёром Татарского театра оперы и балета имени Мусы Джалиля.

## Семья
Ренат Салаватович Салаватов женат, имеет детей и внуков, семья проживает в Швеции.

## Награды и звания
- 1982 — Народный артист Татарской АССР
- 2003 (5 декабря) — Орден «Курмет» (Казахстан)
- 2010 (14 сентября) — присвоено почётное звание «Заслуженный артист Российской Федерации» — за заслуги в развитии отечественной музыкальной культуры и многолетнюю плодотворную деятельность.[3]
- 2013 (12 декабря) — Орден «Достык» 2 степени (Казахстан)[4]
- 2019 (29 ноября) — присвоено почётное звание «Заслуженный деятель Казахстана» — за большие заслуги в искусстве[5]
- 2020 (30 августа) — Государственная премия Республики Татарстан имени Габдуллы Тукая — за оперу «Сююмбике» («Сөембикә»).[6]
- 2020 (23 ноября) — Орден Дружбы (Россия) — за большой вклад в развитие отечественной культуры и искусства, многолетнюю плодотворную деятельность[7][8]

## Творчество
- Балеты «Снежная королева», «Алкисса»
- Ставил в Казани оперы «Лючия ди Ламмермур», «Борис Годунов», «Джалиль», «Кармен», балеты «Пер Гюнт», «Корсар», «Анюта», «Спящая красавица» и др.